# Лори, Хью
Джеймс Хью Кэ́лам Ло́ри (англ. James Hugh Calum Laurie; род. 11 июня 1959[…], Блэкберд-Лейс, Оксфордшир) — британский актёр, режиссёр, певец, музыкант, комик и писатель. Командор ордена Британской империи (CBE). Известность ему принесли роли в британских комедийных телесериалах «Чёрная Гадюка», «Шоу Фрая и Лори» и «Дживс и Вустер» со Стивеном Фраем, а также роль заглавного персонажа в американском телесериале «Доктор Хаус».

## Ранние годы
Хью Лори родился в английском городе Оксфорд в семье врача Рэна Лори и домохозяйки Патрисии.
Родители Хью Лори — шотландцы.
Самый младший из четырёх детей — есть ещё брат и две сестры. Посещал шотландскую пресвитерианскую церковь. Учился в престижных частных школах: оксфордской начальной школе Dragon School и Итоне.
В 1981 году окончил Кембриджский университет (колледж имени Джорджа Селвина) со степенью бакалавра третьего класса по антропологии и археологии. В университете во время вынужденного перерыва в спортивных тренировках после инфекционного мононуклеоза стал участвовать в деятельности любительского театра «Footlights Dramatic Club», где его постоянными коллегами стали такие же студенты-актёры Эмма Томпсон и Стивен Фрай. С последним Лори будет связан совместной работой на сцене и на телевидении многие годы.

## Карьера
В 1981 году он стал президентом этого театра. После университета Лори, Фрай и Томпсон написали и поставили комедию «The Cellar Tapes», которая принесла им первую театральную награду и контракт на телетрансляцию спектаклей из театра «Вест-энд» в 1982 году.
Общенациональный успех к Лори пришёл с выходом на телеэкраны комедийного сериала «Чёрная Гадюка» (1983—89), в котором он исполнял роли разных персонажей (в сериале также играли Стивен Фрай и Роуэн Аткинсон). Вместе с Фраем Лори также участвовал в телевизионной комедии «Шоу Фрая и Лори» (1989—1995). Одновременно они работали над экранизацией юмористических повестей Вудхауза о Дживсе (телесериал «Дживс и Вустер» выходил в 1990—1993 годах). Именно роль Берти Вустера, легкомысленного аристократа, наиболее полноценно, по мнению критиков и поклонников, воплотила талант и стиль актёра. Сериал был наполнен музыкой рэгтайма в исполнении самого Лори (актёр также периодически выступает на сцене с рок-группой).
Помимо работы на телевидении Хью Лори с середины 1990-х годов также снимался в кино, но как правило в небольших ролях: «Разум и чувства» (1995), «101 далматинец» (1996), «Человек в железной маске» (1998), ремейке фильма «Полёт Феникса» (2004). В фильме «Всё возможно, детка» (2000) Лори сыграл главную роль. Также снимался в видеоклипе Энни Леннокс на песню «Walking on Broken Glass» и клипе Кейт Буш на песню «Experiment IV».

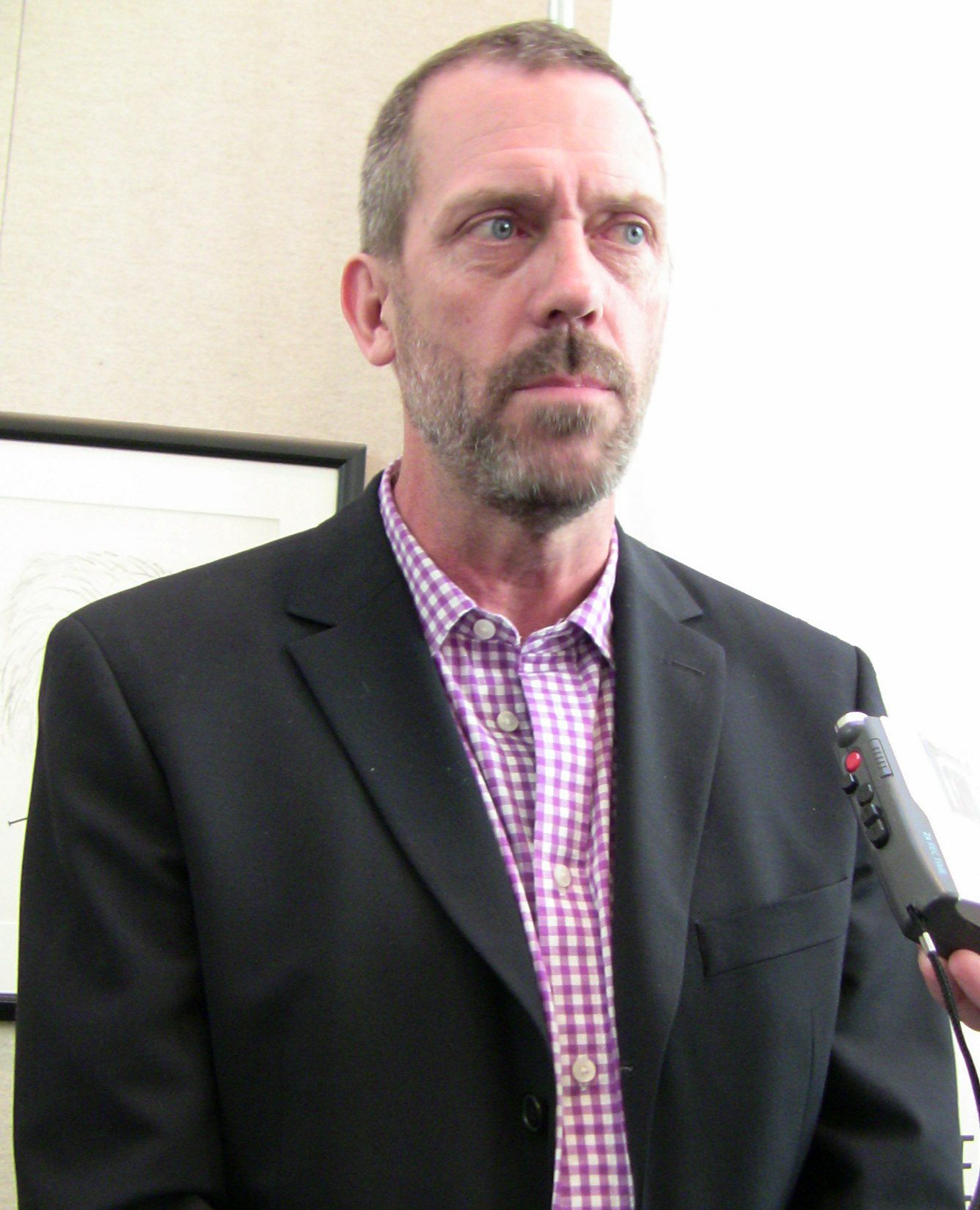
Лори в 2009 году

Несмотря на свою сильную занятость на телевидении в 1990-х годах, Хью Лори все же сумел найти время, чтобы исполнить небольшую роль в популярном американском сериале «Друзья». Его можно увидеть в конце эпизода The One With Ross’s Wedding — Part 2. Хью Лори играет одного из пассажиров самолёта, на котором летит Рэйчел.
Хью Лори участвовал в записи нескольких аудиокниг, в том числе «Большие надежды» Чарльза Диккенса, «Путешествия Гулливера» Джонатана Свифта, «Ветер в ивах» Кеннета Грэма, «Трое в лодке, не считая собаки» Джерома К. Джерома.
Кроме актёрской и музыкальной деятельности, Лори также является писателем: в 1996 году вышел его роман «Торговец пушками», ставший бестселлером (англ. The Gun Seller). Известно, что Хью работает над продолжением. Роман будет называться «Бумажный солдат».
В 2004 году Хью Лори радикально изменил своё амплуа, приняв предложение сниматься в заглавной роли в американском телесериале «Доктор Хаус». Лори играет мрачного, но гениального доктора-мизантропа (в этой роли Лори настолько удачно имитирует американский акцент, что большинство зрителей, включая самого продюсера, поначалу не подозревали, что актёр родом из Англии). «Доктор Хаус» принёс ему два «Золотых глобуса» и известность в США, где до сериала его почти никто не знал.
В 2007 году королева Великобритании Елизавета II пожаловала актёру звание офицера ордена Британской империи, а в 2018 году — командора этого ордена.
В 2014 году Хью Лори озвучил роль Ньютона в видеоигре LittleBigPlanet 3
В 2016 году Лори сыграл одну из главных ролей в мини-сериале AMC «Ночной администратор», за что получил премию «Золотой глобус». Компанию на съёмочной площадке актёру составили Том Хиддлстон и Оливия Колман. С 2015 по 2019 год Лори также можно было увидеть в комедийном сериале HBO «Вице-президент», где он исполнил роль Тома Джеймса. Создатель сериала Армандо Ианнуччи пригласил Хью Лори и в следующий свой проект: комедию «История Дэвида Копперфилда». Помимо Лори, в экранизации романа Чарльза Диккенса были задействованы такие актёры, как Дев Патель, Питер Капальди, Тильда Суинтон и Бен Уишоу, а мировая премьера фильма состоялась на международном кинофестивале в Торонто. Фантастический сериал HBO «Авеню 5», в котором Лори снимался с 2020 по 2022 годы, также создавался под руководством Ианнуччи. Осенью 2020 года на BBC вышел мини-сериал «Скользкий путь» (Roadkill), в котором артист исполнил главную роль — политика Питера Лоуренса. В 2021 году Лори занялся экранизацией романа Агаты Кристи «Почему не Эванс?», причём в этом проекте он является продюсером, сценаристом, режиссёром и исполнителем одной из ролей. В 2024 г. сыграл ядерного инспектора в новом сезоне израильского сериала «Тегеран».

### Спортивная карьера
Отец Хью, Рэн Лори, завоевавший золотую медаль на Олимпийских играх 1948 года в Лондоне в двойках распашных без рулевого, стал его спортивным кумиром. Начиная со школы и продолжив в Итоне и Кембридже, Хью занимался парной академической греблей. В 1977 году он выиграл чемпионат Великобритании среди юниоров по академической гребле и представлял Великобританию на чемпионате мира среди юниоров, где вместе со своим партнёром занял четвёртое место. В 1980 году он также выступал за Кембридж в знаменитой гонке между Оксфордом и Кембриджем.
Несмотря на то, что их команда проиграла гонку, отстав всего на полтора метра при дистанции 6779 метров, Лори получил престижную награду Blue. Через несколько месяцев Лори вместе с Палмером (команда Eton Vikings) принял участие в соревновании двоек Silver Goblets & Nickalls' Challenge Cup, проводящемся в рамках Хенлейской королевской регаты, где занял второе место, уступив первенство американской команде.
Лори потенциально мог рассчитывать на попадание в состав сборной Великобритании на Олимпийские игры в Москве, но в итоге не прошёл в сборную (в частности, двойках распашных без рулевого выступали Уиггин и Кармайкл, которые выиграли Silver Goblets & Nickalls' Challenge Cup в 1979 году, в Москве они завоевали бронзовые олимпийские медали).
Хью Лори — член одного из старейших клубов по академической гребле, Leander Club, президентом которого некогда был его отец.
В футболе болеет за лондонский клуб «Арсенал».

### Авто-мото парк
Хью Лори предпочитает передвигаться в основном на мотоциклах;
- «Harley-Davidson — Fat Bob»[22].
- «Triumph Bonneville»[23].
- «Triumph 900 Scrambler»[22].
- «BMW K 1100 RS»[22].

У Лори есть автомобили «Porsche Cayman S», красный коллекционный винтажный «Porsche 911 Classic» первых годов выпуска и красный «Ford Galaxie Convertible» 1966 года.

## Личная жизнь
С 1989 года Лори женат на театральном администраторе Джо Грин. Трое детей — сыновья Чарльз (род. 1988) и Уильям (род. 1991), а также дочь Ребекка (род. 1993). Стивен Фрай, лучший друг и комедийный партнёр Лори, был шафером на его свадьбе и является крёстным отцом его детей. Ранее Лори также имел романтические отношения с актрисой Эммой Томпсон.

### Религиозные взгляды
Хью Лори является убеждённым атеистом. В интервью журналу «VIVA!» на вопрос: «Вы верите в Бога?» Лори ответил: 
В детстве мы всей семьёй ходили в пресвитерианскую церковь. Но потом я стал атеистом. Я не верю в Бога, и я думаю, что если бы Бог существовал, то он бы не потерпел того, что происходит вокруг.

## Признание и награды

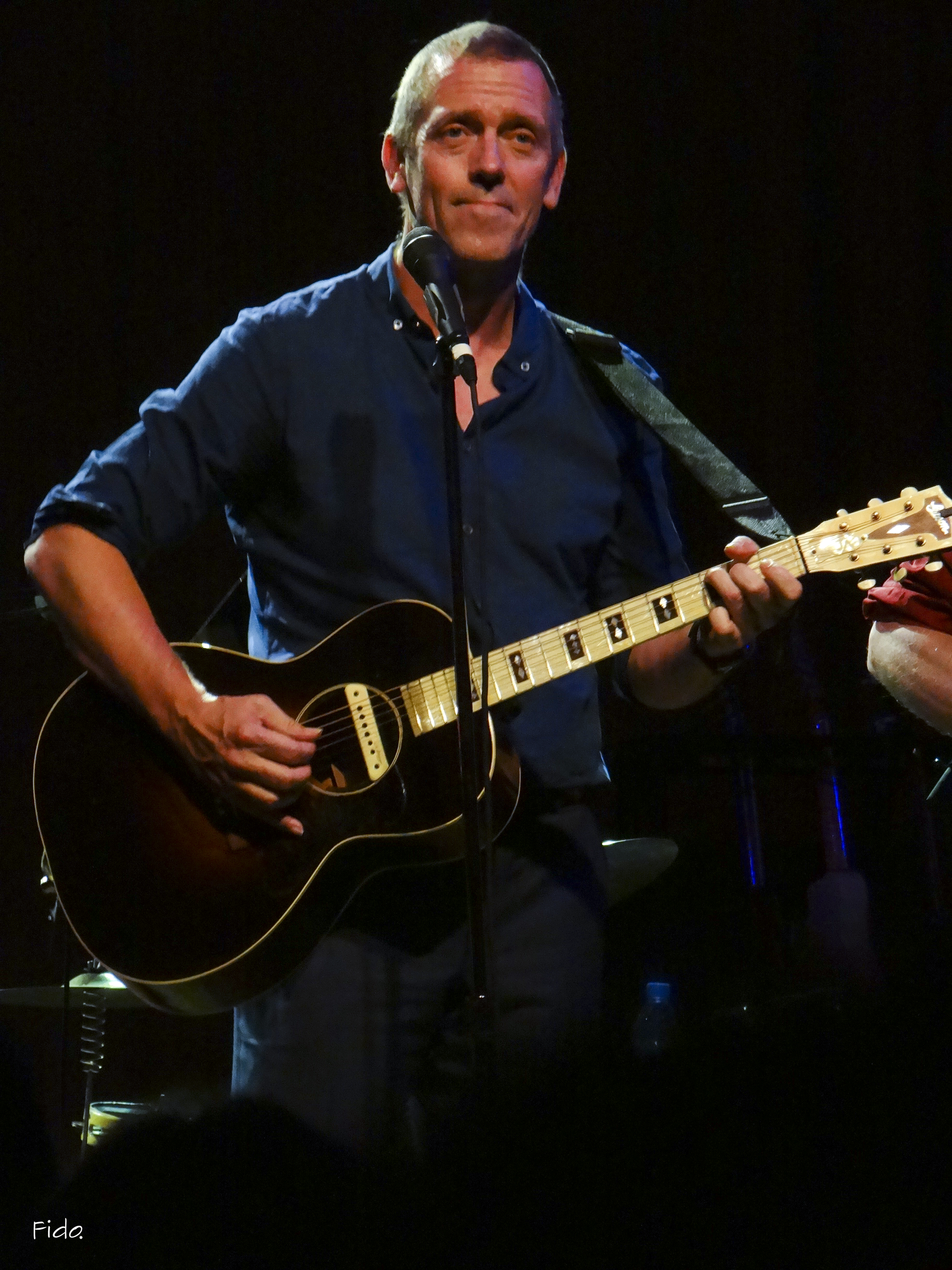
Хью Лори в 2012 году

За роль доктора Хауса в сериале «House, M.D.» в 2005 и в 2006 годах был награждён премией «Золотой глобус». В 2017 году получил свой третий «Золотой глобус» за роль второго плана в сериале «Ночной администратор».
28 января 2007 года Хью Лори получил премию Гильдии киноактёров США за лучшую мужскую роль в драматическом сериале.
В январе 2009 года стал победителем в номинации «Любимый драматический актёр на ТВ» (англ. Favorite TV DRAMA ACTOR) на People’s Choice Awards 2009.
В августе 2010 года возглавил рейтинг самых высокооплачиваемых актёров, снимающихся в американских драматических телесериалах.
В 2011 году был включён в Книгу рекордов Гиннесса как актёр, привлекающий к экранам телевизоров наибольшую аудиторию.
25 октября 2016 года получил звезду на Голливудской аллее славы.

## Фильмография

### Актёр
| Год       |     | Русское название                        | Оригинальное название                               | Роль                                                 |
| --------- | --- | --------------------------------------- | --------------------------------------------------- | ---------------------------------------------------- |
| 1982      | тф  | Cambridge Footlights Revue              | Cambridge Footlights Revue                          | различные персонажи                                  |
| 1982      | с   | There's Nothing to Worry About! (англ.) | There’s Nothing to Worry About!                     | различные персонажи                                  |
| 1983      | тф  | The Crystal Cube                        | The Crystal Cube                                    | Макс Белхэвен / различные персонажи                  |
| 1984      | с   | The Young Ones                          | The Young Ones                                      | лорд Монти                                           |
| 1983—1984 | с   | Alfresco                                | Alfresco                                            | различные персонажи                                  |
| 1985      | ф   | Беспокойное сердце                      | Plenty                                              | Майкл                                                |
| 1985      | тф  | Mrs. Capper's Birthday (англ.)          | Mrs. Capper’s Birthday                              | Бобби                                                |
| 1985      | с   | Happy Families                          | Happy Families                                      | Джим                                                 |
| 1986      | с   | Чёрная Гадюка II                        | Blackadder II                                       | Принц Людвиг                                         |
| 1986      | с   | Girls On Top                            | Girls On Top                                        | Том                                                  |
| 1987      | тф  | Up Line (англ.)                         | Up Line                                             | имя персонажа неизвестно                             |
| 1987      | с   | Filthy Rich & Catflap                   | Filthy Rich & Catflap                               | Альфонс Н'Бенд                                       |
| 1987      | тф  | The Laughing Prisoner (англ.)           | The Laughing Prisoner                               | помощник                                             |
| 1987      | с   | Чёрная Гадюка Третий                    | Blackadder the Third                                | Принц-регент Георг                                   |
| 1988      | тф  | Рождественская песнь Чёрной Гадюки      | Blackadder's Christmas Carol                        | Георг, принц-регент / Лорд Пигмот                    |
| 1988      | тф  | Чёрная Гадюка: годы роялистов           | Blackadder: The Cavalier Years                      | пуританин с Кромвелем                                |
| 1988      | с   | Les Girls (англ.)                       | Les Girls                                           | мистер Мотт                                          |
| 1989      | с   | The New Statesman                       | The New Statesman                                   | официант                                             |
| 1989      | ф   | Без бретелек                            | Strapless                                           | Колин                                                |
| 1989      | с   | Чёрная Гадюка идёт вперёд               | Blackadder Goes Forth                               | достопочтенный лейтенант Джордж Колтхёрст Сент-Барли |
| 1991      | мф  | Brown Bear's Wedding (англ.)            | Brown Bear’s Wedding                                | сова / мыши                                          |
| 1992      | ф   | Друзья Питера                           | Peter's Friends                                     | Роджер Чарльстон                                     |
| 1990—1993 | с   | Дживс и Вустер                          | Jeeves and Wooster                                  | Берти Вустер                                         |
| 1993      | мс  | Легенды Острова сокровищ                | The Legends of Treasure Island                      | сквайр Трелони                                       |
| 1993      | с   | All or Nothing at All                   | All or Nothing at All                               | Лео Хопкинс                                          |
| 1994      | ф   | A Pin for the Butterfly (англ.)         | A Pin for the Butterfly                             | дядя                                                 |
| 1995      | мс  | Мир Кролика Питера                      | The World of Peter Rabbit and Friends               | городская мышь Джонни                                |
| 1995      | мф  | The Adventures of Mole (англ.)          | The Adventures of Mole                              | жаба                                                 |
| 1995      | мф  | Снежная королева                        | The Snow Queen                                      | Пипс                                                 |
| 1989—1995 | с   | Шоу Фрая и Лори                         | A Bit of Fry and Laurie                             | различные персонажи                                  |
| 1995      | с   | Look at the State We're In!             | Look at the State We're In!                         | директор                                             |
| 1995      | ф   | Разум и чувства                         | Sense and Sensibility                               | мистер Палмер                                        |
| 1996      | мф  | Месть снежной королевы                  | The Snow Queen’s Revenge                            | имя персонажа неизвестно                             |
| 1996      | с   | Трейси принимает вызов                  | Tracey Takes On…                                    | Тимоти "Тимми" Будж                                  |
| 1996      | с   | Murder Most Horrid                      | Murder Most Horrid                                  | Джерри Брайс                                         |
| 1996      | ф   | 101 далматинец                          | 101 Dalmatians                                      | Джаспер                                              |
| 1997      | мф  | Treasure Island (англ.)                 | Treasure Island                                     | сквайр Трелони                                       |
| 1997      | мф  | Гадкий утёнок                           | The Ugly Duckling                                   | Таквин                                               |
| 1997      | тф  | The Place of Lions (англ.)              | The Place of Lions                                  | Стив Хэррис                                          |
| 1997      | ф   | Воришки                                 | The Borrowers                                       | полисмен Стеди                                       |
| 1997      | ф   | Спайс Уорлд                             | Spice World                                         | Пуаро                                                |
| 1998      | с   | Чисто английское убийство               | The Bill                                            | Хэррэп                                               |
| 1998      | ф   | Человек в железной маске                | The Man in the Iron Mask                            | Пьер, королевский советник                           |
| 1998      | с   | Друзья                                  | Friends                                             | попутчик Рэйчел в самолёте                           |
| 1998      | ф   | Кузина Бетта                            | Cousin Bette                                        | барон Гектор Юло                                     |
| 1999      | мф  | Santa’s Last Christmas                  | Santa’s Last Christmas                              | чайка Джеффри /короткометражный                      |
| 1999      | ф   | Стюарт Литтл                            | Stuart Little                                       | Фредерик Литтл                                       |
| 1999      | тф  | Чёрная Гадюка туда-сюда                 | Blackadder: Back & Forth                            | виконт Джордж Бафтон-Тафтон / Джорджиус              |
| 1999      | тф  | Почти полная история всего              | The Nearly Complete and Utter History of Everything | французский посол                                    |
| 2000      | мф  | Lounge Act (англ.)                      | Lounge Act                                          | имя персонажа неизвестно                             |
| 2000      | мс  | Little Grey Rabbit (англ.)              | Little Grey Rabbit                                  | заяц                                                 |
| 2000      | мф  | The Journal of Edwin Carp (англ.)       | The Journal of Edwin Carp                           | Эдвин Карп                                           |
| 2000      | мф  | Carnivale (англ.)                       | Carnivale                                           | Ченцо                                                |
| 2000      | ф   | Всё возможно, детка                     | Maybe Baby                                          | Сэм Белл                                             |
| 2000      | с   | Детектив и привидение                   | Randall & Hopkirk (Deceased)                        | доктор Лоуер                                         |
| 2000      | мс  | Dominion (англ.)                        | Dominion                                            | Фреленг                                              |
| 2000      | мс  | Приключения поросёнка                   | Preston Pig                                         | мистер Волк                                          |
| 2001      | тф  | Жизнь с Джуди Гарленд                   | Life with Judi Garland: Me and My Shadows           | Винсент Миннелли                                     |
| 2001      | ф   | The Piano Tuner (англ.)                 | The Piano Tuner                                     | Чарльз                                               |
| 2001      | ф   | Девушка из Рио                          | Chica de Rio                                        | Рэймонд Вудз                                         |
| 2001      | мф  | Вторая звезда слева                     | Second Star to the Left                             | кролик Арчи                                          |
| 2002      | тф  | Dragans of New York (англ.)             | Dragans of New York                                 | имя персонажа неизвестно                             |
| 2002      | с   | Призраки                                | Spooks                                              | Джулз Сивитер, начальник МИ-6                        |
| 2002      | ф   | Стюарт Литтл 2                          | Stuart Little                                       | Фредерик Литтл                                       |
| 2002      | мф  | Lost in the Snow (англ.)                | Lost in the Snow                                    | Тедди                                                |
| 2003      | мс  | Стюарт Литтл                            | Stuart Little                                       | Фредерик Литтл                                       |
| 2003      | с   | Немного за сорок                        | Fortysomething                                      | Пол Слиппери                                         |
| 2003      | тф  | А вот и гости!                          | The Young Visiters                                  | лорд Бернард Кларк                                   |
| 2004      | ф   | Полёт Феникса                           | Flight of The Phoenix                               | Иен                                                  |
| 2004—2012 | с   | Доктор Хаус                             | House M.D.                                          | Грегори Хаус                                         |
| 2004      | мф  | Сказка о Джеке Фросте                   | The Tale of Jack Frost                              | рассказчик                                           |
| 2005      | мф  | Стюарт Литтл 3: Зов природы             | Stuart Little 3: Call of the Wild                   | Фредерик Литтл                                       |
| 2005      | мф  | Вэлиант: Пернатый спецназ               | Valiant                                             | Гатси, командир почтовых голубей                     |
| 2005      | кор | Ощутимая пустота                        | The Big Empty                                       | доктор № 5                                           |
| 2008      | ф   | Короли улиц                             | Street Kings                                        | капитан Джеймс Биггз                                 |
| 2009      | мф  | Монстры против пришельцев               | Monsters vs. Aliens                                 | доктор Таракан                                       |
| 2009      | тф  | Большой отрыв Б.О.Б.а                   | B.O.B.'s Big Break                                  | доктор Таракан                                       |
| 2001—2009 | мс  | Гриффины                                | Family Guy                                          | Хозяин бара / Грегори Хаус                           |
| 2010      | мс  | Симпсоны                                | The Simpsons                                        | Роджер                                               |
| 2011      | мф  | Бунт ушастых                            | Hop                                                 | Пасхальный кролик                                    |
| 2011      | ф   | Любовный переплёт                       | The Oranges                                         | Дэвид Уоллинг                                        |
| 2011      | мф  | Секретная служба Санта-Клауса           | Arthur Christmas                                    | Стив                                                 |
| 2012      | ф   | Мистер Пип                              | Mr. Pip                                             | Учитель                                              |
| 2015      | ф   | Земля будущего                          | Tomorrowland                                        | Дэвид Никс                                           |
| 2015—2017 | с   | Вице-президент                          | Veep                                                | Том Джеймс                                           |
| 2016      | с   | Ночной администратор                    | The Night Manager                                   | Ричард Онслоу-Ропер                                  |
| 2016—2017 | с   | Шанс                                    | Chance                                              | Доктор Элдон Шанс / Dr. Eldon Chance                 |
| 2018      | ф   | Холмс & Ватсон                          | Holmes and Watson                                   | Майкрофт Холмс                                       |
| 2019      | с   | Уловка-22                               | Catch-22                                            | майор де Коверли                                     |
| 2019      | ф   | История Дэвида Копперфилда              | The Personal History of David Copperfield           | мистер Дик                                           |
| 2020      | с   | Авеню 5                                 | Avenue 5                                            | Риан Кларк                                           |
| 2020      | с   | Скользкий путь                          | Roadkill                                            | Питер Лоуренс                                        |
| 2023      | мф  | Изумительный Морис                      | Amazing Maurice                                     | Морис                                                |
| 2023      | с   | Весь невидимый нам свет (мини-сериал)   | All the Light We Cannot See                         | Этьен Леблан                                         |
| 2024      | с   | Тегеран                                 | Tehran                                              | Доктор Петерсон / Dr. Peterson                       |

### Сценарист
- 1982 — «Волноваться не о чем!» / There’s Nothing to Worry About! (телесериал, эпизоды)
- 1982 — «Капустник Кембриджского студенческого театра» / Cambridge Footlights Revue ТВ
- 1983 — «Хрустальный куб» / The Crystal Cube (телефильм)
- 1983—1984 — «Альфреско» / Alfresco (телесериал, эпизоды)
- 1986—1987 — «Субботний прямой эфир» / Saturday Live (телешоу, эпизоды)
- 1987—1995 — «Шоу Фрая и Лори» / A Bit of Fry and Laurie (телешоу)
- 1987 — «Смеющийся заключённый» / The Laughing Prisoner (телефильм)
- 2002 — Dragans of New York (телефильм, не вышел в эфир)

### Режиссёр
- 1995 — Look at the State We’re In! (мини-сериал)
- 2000 — «Всё возможно, детка» / Maybe Baby (главный герой)
- 2003 — «Немного за сорок» / Fortysomething (телесериал, 6 эпизодов)
- 2010 — «Доктор Хаус», эпизод «Lockdown» (6 сезон, 16 серия)
- 2012 — «Доктор Хаус», эпизод «The C Word» (8 сезон, 19 серия)
- 2022 — «Почему не Эванс?»

### Композитор
- 1987—1995 — «Шоу Фрая и Лори» / A Bit of Fry and Laurie
- 1992 — «Друзья Питера» / Peter’s Friends (песня «Roger’s Coffee Commercial Jingle»)
- 2000 — «Всё возможно, детка» / Maybe Baby (песня «Sperm Test In The Morning»)

## Музыка
Хью Лори был ударником в школьном оркестре. Также он владеет игрой на пианино, гитаре, губной гармонике и саксофоне.
Является клавишником рок-группы «Band From TV», состоящей из актёров американских телесериалов, которая периодически даёт благотворительные концерты. В 1990-х годах выступал вместе с R’n’B-группой «Poor White Thrash» вместе с актёром Ленни Генри и женой режиссёра Бена Элтона, Софией.
В настоящее время — в группе «Copper bottom band», записал два альбома.
26 июля 2010 года стало известно о начале записи Хью Лори музыкального альбома в стиле блюз и подписании договора с медиагигантом Warner Music.
| Дата выпуска | Название       | Высшие позиции | Высшие позиции | Высшие позиции | Высшие позиции | Высшие позиции | Высшие позиции | Высшие позиции | Высшие позиции | Высшие позиции | Высшие позиции | Высшие позиции | Сертификация                               |
| Дата выпуска | Название       | UK             | AUS            | AUT            | FRA            | GER            | IRE            | NL             | NZ             | FIN            | SWI            | US             | Сертификация                               |
| ------------ | -------------- | -------------- | -------------- | -------------- | -------------- | -------------- | -------------- | -------------- | -------------- | -------------- | -------------- | -------------- | ------------------------------------------ |
| 2011 9 мая   | Let Them Talk  | 2              | 37             | 1              | 2              | 8              | 14             | 25             | 37             | 30             | 4              | 16             | ARG: Золотой SNEP: Платиновый BPI: Золотой |
| 2013 6 мая   | Didn’t It Rain | 3              | 35             | 10             | 3              | 41             | 21             | 32             | 22             | 26             | 3              | —              |                                            |

## Награды и номинации
25 октября 2016 года Хью Лори стал обладателем звезды на Голливудской аллее славы.
Поздравить актёра пришли давний друг и соратник по «Дживсу и Вустеру» Стивен Фрай, один из создателей «Доктора Хауса» Дэвид Шор и актриса Дайан Фарр, с которой Лори поработал в нео-нуаре «Шанс».
| Год  | Премия                                   | Номинация                                                             | Награда                   | Результат |
| ---- | ---------------------------------------- | --------------------------------------------------------------------- | ------------------------- | --------- |
| 1996 | Премия Гильдии киноактёров США           | Лучший актёрский состав в игровом кино                                | Разум и чувства           | Номинация |
| 1999 | Молодой актёр (премия)                   | Лучшее исполнение в художественном фильме: Молодой ансамбль           | Воришки                   | Номинация |
| 2005 | Эмми                                     | Лучшая мужская роль в драматическом сериале                           | Доктор Хаус               | Номинация |
| 2005 | Спутник                                  | Лучшая мужская роль — драма серии                                     | Доктор Хаус               | Победа    |
| 2005 | Премия Ассоциации телевизионных критиков | Индивидуальные достижения в области драмы                             | Доктор Хаус               | Победа    |
| 2006 | Эмми                                     | Лучший драматический сериал                                           | Доктор Хаус               | Номинация |
| 2006 | Золотой глобус                           | Лучшая мужская роль на ТВ (драма)                                     | Доктор Хаус               | Победа    |
| 2006 | Премия Гильдии киноактёров США           | Лучший актёр драматического сериала                                   | Доктор Хаус               | Номинация |
| 2006 | Спутник                                  | Лучшая мужская роль — драма серии                                     | Доктор Хаус               | Победа    |
| 2006 | Teen Choice Awards                       | Choice TV: Актёр т/с                                                  | Доктор Хаус               | Номинация |
| 2006 | Премия Ассоциации телевизионных критиков | Индивидуальные достижения в области драмы                             | Доктор Хаус               | Победа    |
| 2006 | Prism Awards                             | Индивидуальные достижения в области драматического сериала            | Доктор Хаус               | Номинация |
| 2007 | Эмми                                     | Лучший драматический сериал                                           | Доктор Хаус               | Номинация |
| 2007 | Золотой глобус                           | Лучшая мужская роль на ТВ (драма)                                     | Доктор Хаус               | Победа    |
| 2007 | Эмми                                     | Лучшая мужская роль в драматическом сериале                           | Доктор Хаус               | Номинация |
| 2007 | Премия Гильдии киноактёров США           | Лучший актёр драматического сериала                                   | Доктор Хаус               | Победа    |
| 2007 | Спутник                                  | Лучшая мужская роль — драма серии                                     | Доктор Хаус               | Номинация |
| 2007 | Teen Choice Awards                       | Choice TV: Актёр драмы                                                | Доктор Хаус               | Победа    |
| 2007 | Премия Ассоциации телевизионных критиков | Индивидуальные достижения в области драмы                             | Доктор Хаус               | Номинация |
| 2007 | Prism Awards                             | Индивидуальные достижения в области драматического сериала            | Доктор Хаус               | Номинация |
| 2008 | Эмми                                     | Лучший драматический сериал                                           | Доктор Хаус               | Номинация |
| 2008 | Золотой глобус                           | Лучшая мужская роль на ТВ (драма)                                     | Доктор Хаус               | Номинация |
| 2008 | Эмми                                     | Лучшая мужская роль в драматическом сериале                           | Доктор Хаус               | Номинация |
| 2008 | Премия Гильдии киноактёров США           | Лучший актёр драматического сериала                                   | Доктор Хаус               | Номинация |
| 2009 | Золотой глобус                           | Лучшая мужская роль на ТВ (драма)                                     | Доктор Хаус               | Номинация |
| 2009 | Эмми                                     | Лучший драматический сериал                                           | Доктор Хаус               | Номинация |
| 2009 | Эмми                                     | Лучшая мужская роль в драматическом сериале                           | Доктор Хаус               | Номинация |
| 2009 | Премия Гильдии киноактёров США           | Лучший актёр драматического сериала                                   | Доктор Хаус               | Победа    |
| 2009 | People's Choice Awards                   | Любимый мужчина Star TV                                               | Приз зрительских симпатий | Победа    |
| 2009 | Премия Гильдии киноактёров США           | Лучший актёрский состав драматического сериала                        | Доктор Хаус               | Номинация |
| 2009 | Премия Ассоциации телевизионных критиков | Индивидуальные достижения в области драмы                             | Доктор Хаус               | Номинация |
| 2010 | People's Choice Awards                   | Любимый актёр ТВ драмы                                                | Доктор Хаус               | Победа    |
| 2010 | Золотой глобус                           | Лучшая мужская роль на ТВ (драма)                                     | Доктор Хаус               | Номинация |
| 2010 | Энни (премия)                            | В озвучке Производство художественных фильмов                         | Монстры против пришельцев | Номинация |
| 2010 | Эмми                                     | Лучшая мужская роль в драматическом сериале                           | Доктор Хаус               | Номинация |
| 2010 | Премия Гильдии киноактёров США           | Лучший актёр драматического сериала                                   | Доктор Хаус               | Номинация |
| 2010 | Prism Awards                             | Индивидуальные достижения в области драматического сериала            | Доктор Хаус               | Номинация |
| 2011 | Золотой глобус                           | Лучшая мужская роль на ТВ (драма)                                     | Доктор Хаус               | Номинация |
| 2011 | People's Choice Awards                   | Любимый актёр ТВ драмы                                                | Приз зрительских симпатий | Победа    |
| 2011 | People's Choice Awards                   | Любимый ТВ доктор                                                     | Приз зрительских симпатий | Победа    |
| 2011 | Эмми                                     | Лучшая мужская роль в драматическом сериале                           | Доктор Хаус               | Номинация |
| 2011 | Премия Гильдии киноактёров США           | Лучший актёр драматического сериала                                   | Доктор Хаус               | Номинация |
| 2011 | Teen Choice Awards                       | Choice TV: Актёр драмы                                                | Доктор Хаус               | Номинация |
| 2012 | People's Choice Awards                   | Любимый актёр многосерийной драмы                                     | Приз зрительских симпатий | Номинация |
| 2016 | Эмми                                     | Лучшая мужская роль второго плана в мини-сериале                      | Ночной администратор      | Номинация |
| 2017 | Золотой глобус                           | Лучший актёр второго плана в телесериале, мини-сериале или телефильме | Ночной администратор      | Победа    |